# Pomoc humanitarna

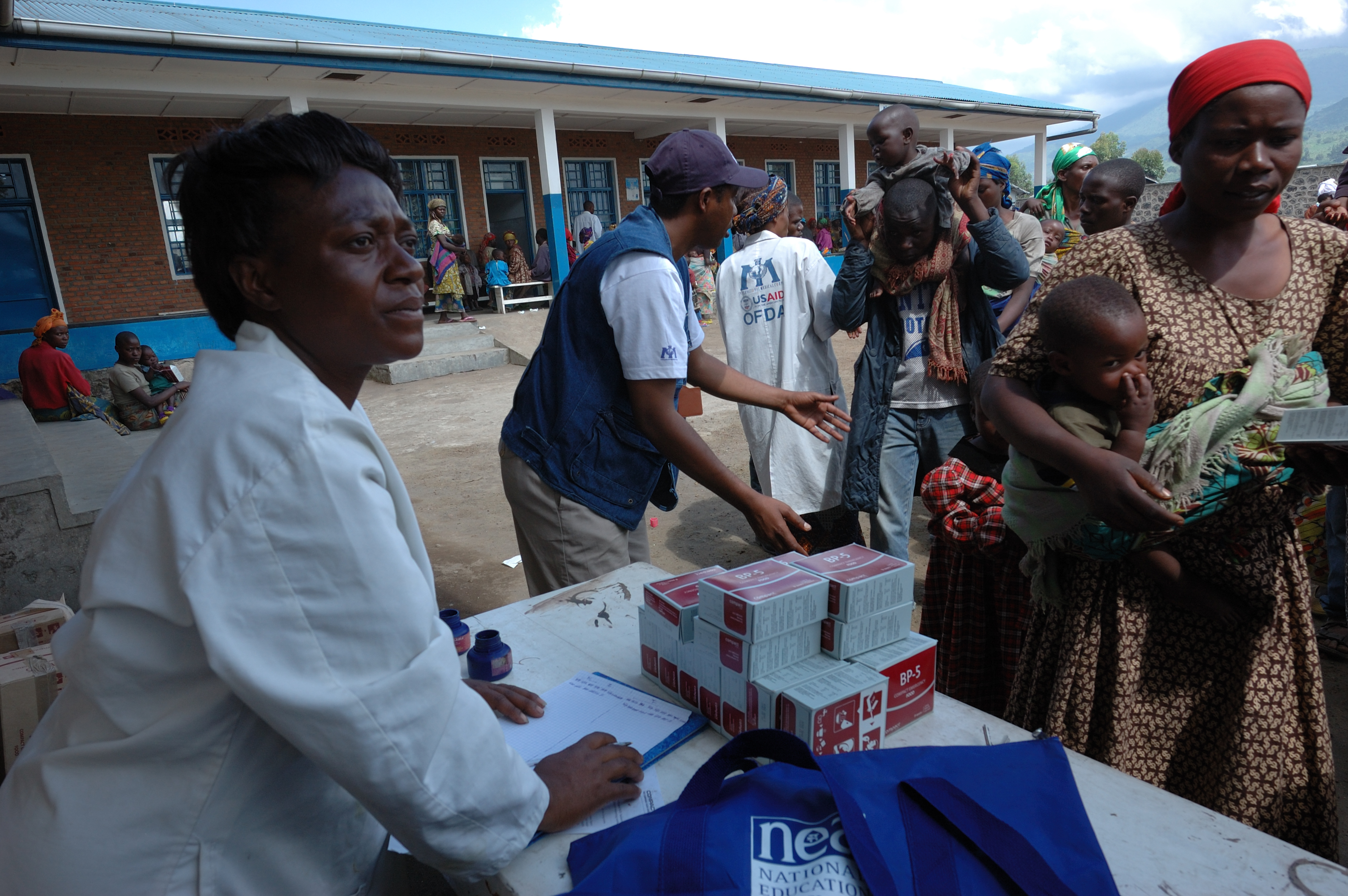
Pracownik UNICEF rozdaje wysokokaloryczną żywność podczas sytuacji kryzysowej w Gomie w Demokratycznej Republice Konga w 2008 roku.

Pomoc humanitarna – pomoc materialna i logistyczna dla osób potrzebujących pomocy. Zwykle jest to pomoc krótkoterminowa, dopóki nie zastąpi jej długoterminowa pomoc ze strony rządu i innych instytucji. Wśród potrzebujących są bezdomni, uchodźcy, ofiary klęsk żywiołowych, wojen i głodu. Pomoc humanitarna jest świadczona w celach humanitarnych i obejmuje klęski żywiołowe i katastrofy spowodowane przez człowieka. Podstawowym celem pomocy humanitarnej jest ratowanie życia, łagodzenie cierpienia i zachowanie godności człowieka. Można ją zatem odróżnić od pomocy rozwojowej, która ma na celu zajęcie się podstawowymi czynnikami społeczno-gospodarczymi, które mogły doprowadzić do kryzysu lub sytuacji nadzwyczajnej. Trwa debata na temat powiązania pomocy humanitarnej i działań na rzecz rozwoju, która została wzmocniona przez Światowy Szczyt Humanitarny w 2016 r. Jednak konflacja jest oceniana krytycznie przez praktyków.
Pomoc humanitarna jest postrzegana jako „podstawowy wyraz uniwersalnej wartości solidarności między ludźmi i imperatyw moralny”. Pomoc humanitarna może pochodzić od społeczności międzynarodowych lub lokalnych. Docierając do społeczności międzynarodowych, Biuro ds. Koordynacji Pomocy Humanitarnej (OCHA) Organizacji Narodów Zjednoczonych (ONZ) jest odpowiedzialne za koordynację reagowania na sytuacje kryzysowe. Dotyka różnych członków Stałego Komitetu Międzyagencyjnego, którego członkowie są odpowiedzialni za udzielanie pomocy w nagłych wypadkach. Cztery podmioty ONZ, które odgrywają główną rolę w dostarczaniu pomocy humanitarnej, to Program Narodów Zjednoczonych ds. Rozwoju (UNDP), Agencja Narodów Zjednoczonych ds. Uchodźców (UNHCR), Fundusz Narodów Zjednoczonych na rzecz Dzieci (UNICEF) i Światowy Program Żywnościowy (WFP).

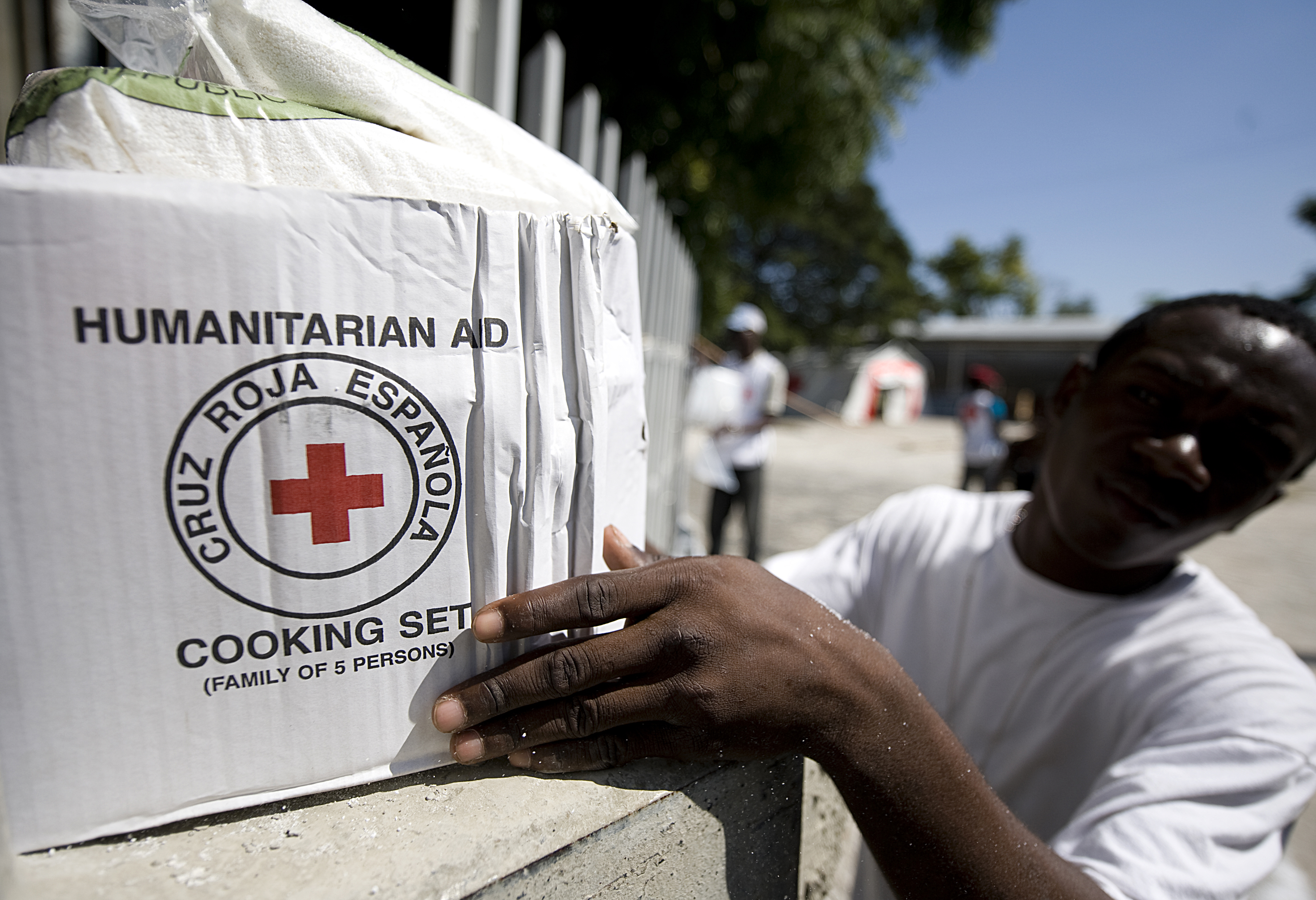
Dystrybucja pomocy humanitarnej na Haiti

Międzynarodowy Komitet Czerwonego Krzyża opisuje pomoc humanitarną jako normę zarówno w międzynarodowych, jak i niemiędzynarodowych konfliktach zbrojnych, a kraje lub strony wojenne, które uniemożliwiają pomoc humanitarną, są ogólnie szeroko krytykowane. Według The Overseas Development Institute, londyńskiej placówki badawczej, której wyniki opublikowano w kwietniu 2009 r. w artykule „Zapewnianie pomocy w niepewnych środowiskach: aktualizacja 2009”, najbardziej śmiercionośnym rokiem dla dostawców pomocy w historii humanitaryzmu był rok 2008, w którym zamordowano 122 pracowników organizacji humanitarnych, a 260 napadnięto. Za najmniej bezpieczne uznano Somalię i Afganistan. W 2014 r. Humanitarian Outcomes podał, że kraje o największej liczbie incydentów to: Afganistan, Demokratyczna Republika Konga, Republika Środkowoafrykańska, Sudan Południowy, Sudan, Syria, Pakistan, Somalia, Jemen i Kenia.
Według Globalnego Przeglądu Humanitarnego OCHA w 2022 r. 1 na 19 na 29 osób na całym świecie potrzebuje pomocy humanitarnej i ochrony, stanowi to około 274 miliony ludzi.

## Historia

### Początki

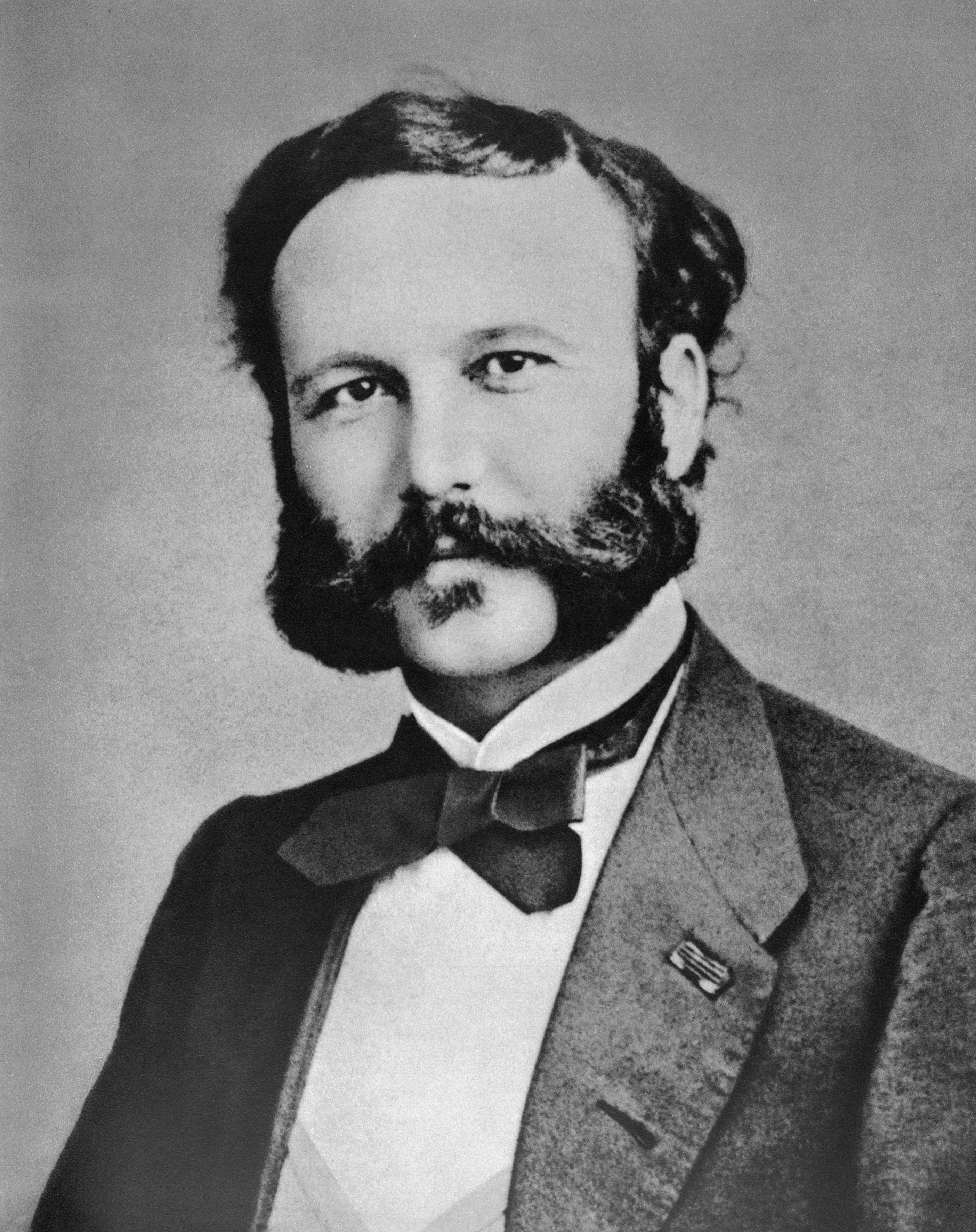
Henryka Dunanta

Koniec XIX wieku wskazuje się jako początek zorganizowanej międzynarodowej pomocy humanitarnej. Wczesne kampanie obejmują pomoc brytyjską dla ludności w trudnej sytuacji na kontynencie w Szwecji podczas wojen napoleońskich oraz międzynarodowe kampanie humanitarne podczas Wielkiego Głodu w Irlandii w latach 40. XIX wieku.
W 1854 r., kiedy rozpoczęła się wojna krymska Florence Nightingale i jej zespół 38 pielęgniarek przybyły do szpitala koszarowego w Scutari, gdzie znajdowały się tysiące chorych i rannych żołnierzy. Nightingale i jej zespół obserwowali, jak szpitale wojskowe z niedoborem personelu walczą o utrzymanie higienicznych warunków i zaspokojenie potrzeb pacjentów. Dziesięć razy więcej żołnierzy umierało z powodu chorób niż od ran bojowych. Tyfus, tyfus brzuszny, cholera i czerwonka były powszechne w szpitalach wojskowych. Nightingale i jej zespół stworzyli kuchnię, pralnię i zwiększyli higienę. Przybyło więcej pielęgniarek, aby pomóc w wysiłkach, a Szpital Ogólny w Scutari był w stanie zaopiekować się 6000 pacjentów. Wkład Nightingale nadal wpływa na pomoc humanitarną. Jest to szczególnie prawdziwe w odniesieniu do wykorzystania przez Nightingale statystyk i miar śmiertelności i zachorowalności. Nightingale wykorzystała zasady naukowe i statystyki do mierzenia postępów i planowania działalności swojego szpitala. Prowadziła ewidencję liczby i przyczyn zgonów, aby stale poprawiać warunki w szpitalach. Z jej ustaleń wynikało, że na każde 1000 żołnierzy 600 umierało z powodu chorób zakaźnych. Pracowała nad poprawą higieny, odżywiania i dostępu do czystej wody oraz zmniejszyła śmiertelność z 42% do 2,2%. Wszystkie te ulepszenia są filarami współczesnej interwencji humanitarnej. Po powrocie do Wielkiej Brytanii prowadziła kampanię na rzecz powołania Królewskiej Komisji ds. Zdrowia Armii. Opowiadała się za wykorzystaniem statystyk do przedstawiania potrzeb osób w sytuacjach konfliktowych.

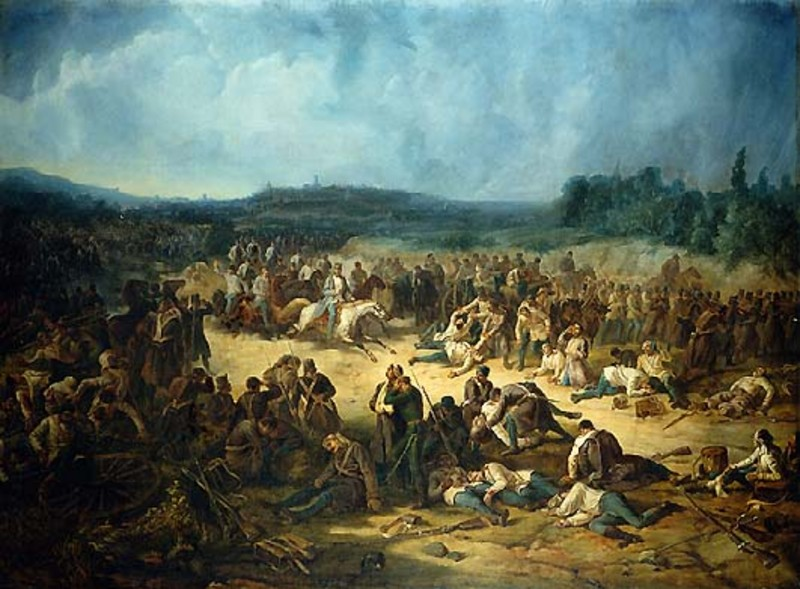
Henry’ego Dunanta w Solferino

Najbardziej znaną historią powstania sformalizowanej pomocy humanitarnej jest historia Henri Dunanta, szwajcarskiego biznesmena i działacza społecznego, który widząc zniszczenia i nieludzkie porzucanie rannych żołnierzy z bitwy pod Solferino w czerwcu 1859 r., odwołał swoje plany i rozpoczął pomagać rannym na polu bitwy. Pomimo niewielkiego lub zerowego doświadczenia jako lekarz, Dunant współpracował z lokalnymi ochotnikami, pomagając rannym żołnierzom ze wszystkich walczących stron, w tym ofiarom austriackim, włoskim i francuskim, w każdy możliwy sposób, w tym dostarczając żywność, wodę i środki medyczne. Jego opis ogromnego cierpienia, którego był świadkiem, spisany w książce A Memory of Solferino, stał się fundamentalnym tekstem współczesnego humanitaryzmu.

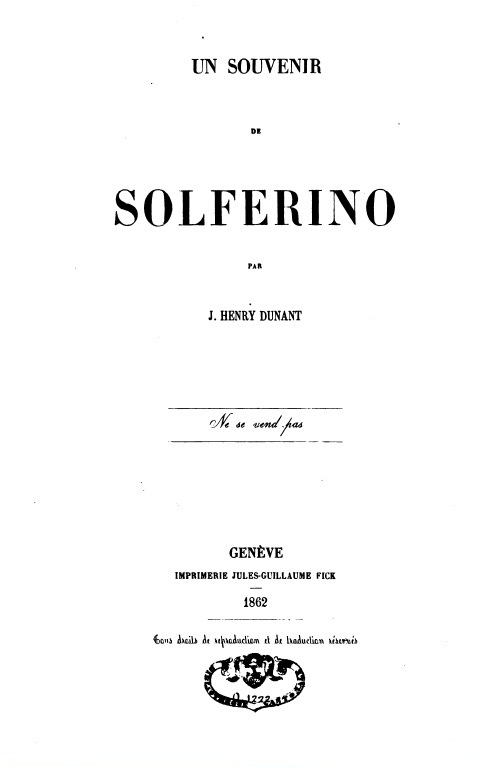
Okładka oryginalnego wydania A Memory of Solferino (1862)

Wspomnienie Solferino zmieniło postrzeganie wojny przez zwykłych ludzi nie mających do czynienia z przemocą. Poza tym, w swoim dwutygodniowym doświadczeniu w opiece nad rannymi żołnierzami wszystkich narodowości, Dunant nieumyślnie ustanowił kluczowe filary koncepcyjne tego, co później stało się Międzynarodowym Komitetem Czerwonego Krzyża i Międzynarodowym Prawem Humanitarnym: bezstronność i neutralność. Bazując na tych ideach Dunant wymyślił dwie koncepcje, które zmieniłyby praktykę wojenną; najpierw Dunant wyobraził sobie utworzenie stałych ochotniczych stowarzyszeń pomocy, podobnie jak grupa pomocy ad hoc, którą koordynował w Solferino, w celu pomocy rannym żołnierzom; następnie podjął starania o przyjęcie traktatu gwarantującego ochronę rannym żołnierzom i każdemu, kto próbowałby przyjść im z pomocą.
Dunant po opublikowaniu swojego tekstu w 1862 r. szybko rozpoczął prace na rzecz stworzenia stałego stowarzyszenia pomocy humanitarnej i międzynarodowego prawa humanitarnego. Zalążkowa formacja Międzynarodowego Komitetu Czerwonego Krzyża zaczęła nabierać kształtu w 1863 r., kiedy prywatne Genewskie Towarzystwo Opieki Publicznej utworzyło stały podkomitet o nazwie „Międzynarodowy Komitet Pomocy Rannym w Sytuacjach Wojennych”. Komitet ten, składający się z pięciu obywateli Genewy, poparł wizję Dunanta dotyczącą legalnej neutralizacji personelu medycznego udzielającego pomocy rannym żołnierzom. Konferencja założycielska tego komitetu w październiku 1863 r. stworzyła statutowy fundament Międzynarodowego Komitetu Czerwonego Krzyża w swoich uchwałach dotyczących stowarzyszeń narodowych, opieki nad rannymi, ich symbolu, a przede wszystkim niezbędnej neutralności ambulansów, szpitali, personelu medycznego i sami ranni. Poza tym, w celu umocnienia praktyki humanitarnej, Genewskie Towarzystwo Opieki Społecznej zorganizowało w dniach 8–22 sierpnia 1864 w ratuszu w Genewie zjazd z udziałem 16 państw, w tym wielu rządów Europy, USA, Brazylii i Meksyku. W przeciwieństwie do wielu wcześniejszych konferencji dyplomatycznych, celem tej konferencji nie było osiągnięcie porozumienia po konflikcie, ani mediacja między przeciwstawnymi interesami; w rzeczywistości ta konferencja miała na celu ustanowienie zasad dotyczących przyszłości konfliktu w celu ochrony służb medycznych i rannych w bitwie.

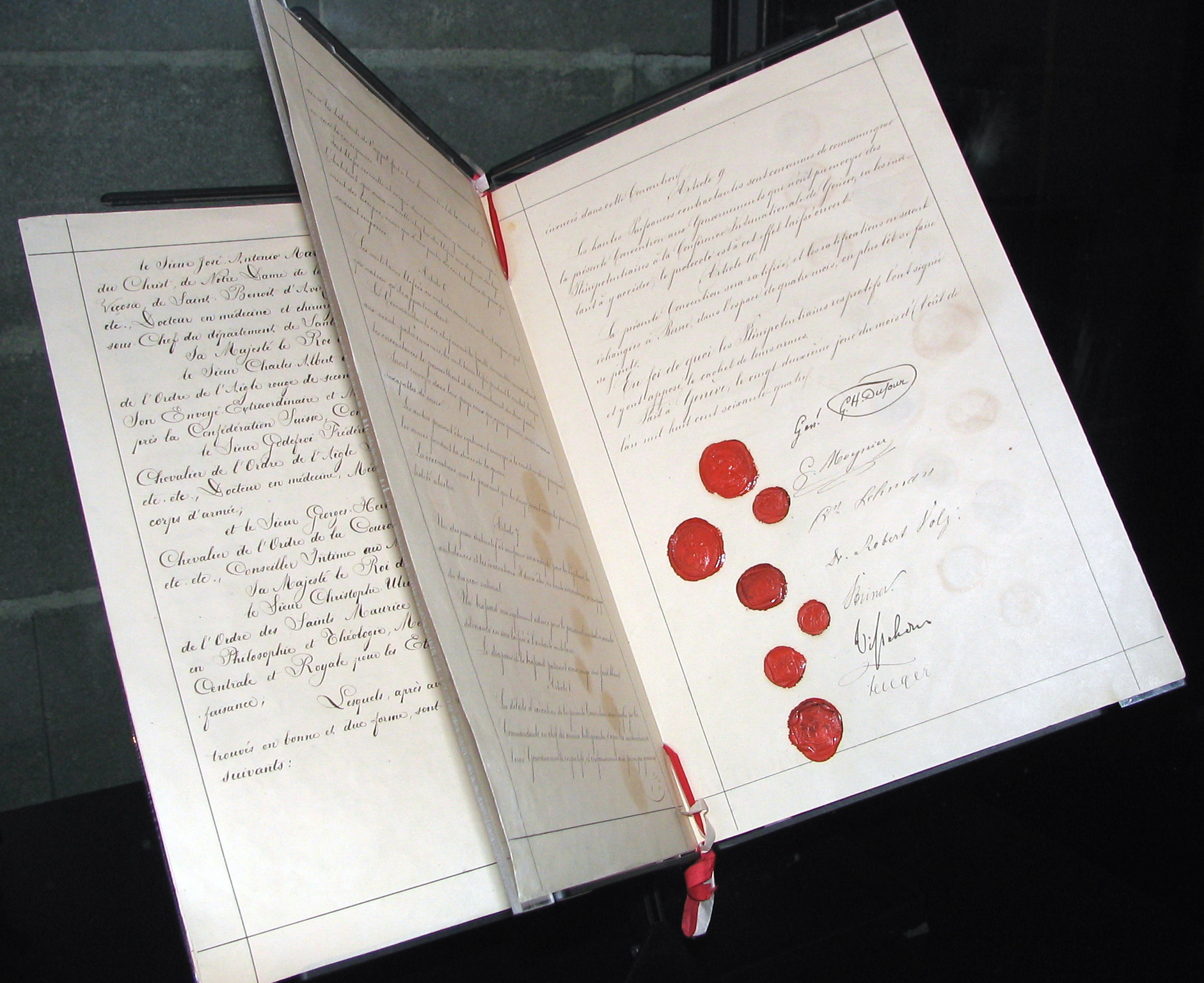
Oryginalne konwencje genewskie

Pierwsza ze konwencji genewskich została podpisana 22 sierpnia 1864 r. Podstawowe założenia konwencji nakreśliły neutralność służb medycznych, w tym szpitali, karetek pogotowia i personelu pokrewnego, obowiązek opieki i ochrony chorych i rannych w czasie konfliktu oraz godło Czerwonego Krzyża. Znaczenie wzrosło dopiero z czasem w rewizji i adaptacji Konwencji Genewskiej w latach 1906, 1929 i 1949; dodatkowo traktaty uzupełniające zapewniały ochronę statkom szpitalnym, jeńcom wojennym i ludności cywilnej w czasie wojny.
Międzynarodowy Komitet Czerwonego Krzyża istnieje jako strażnik Międzynarodowego Prawa Humanitarnego i jako jeden z największych dostawców pomocy humanitarnej na świecie.

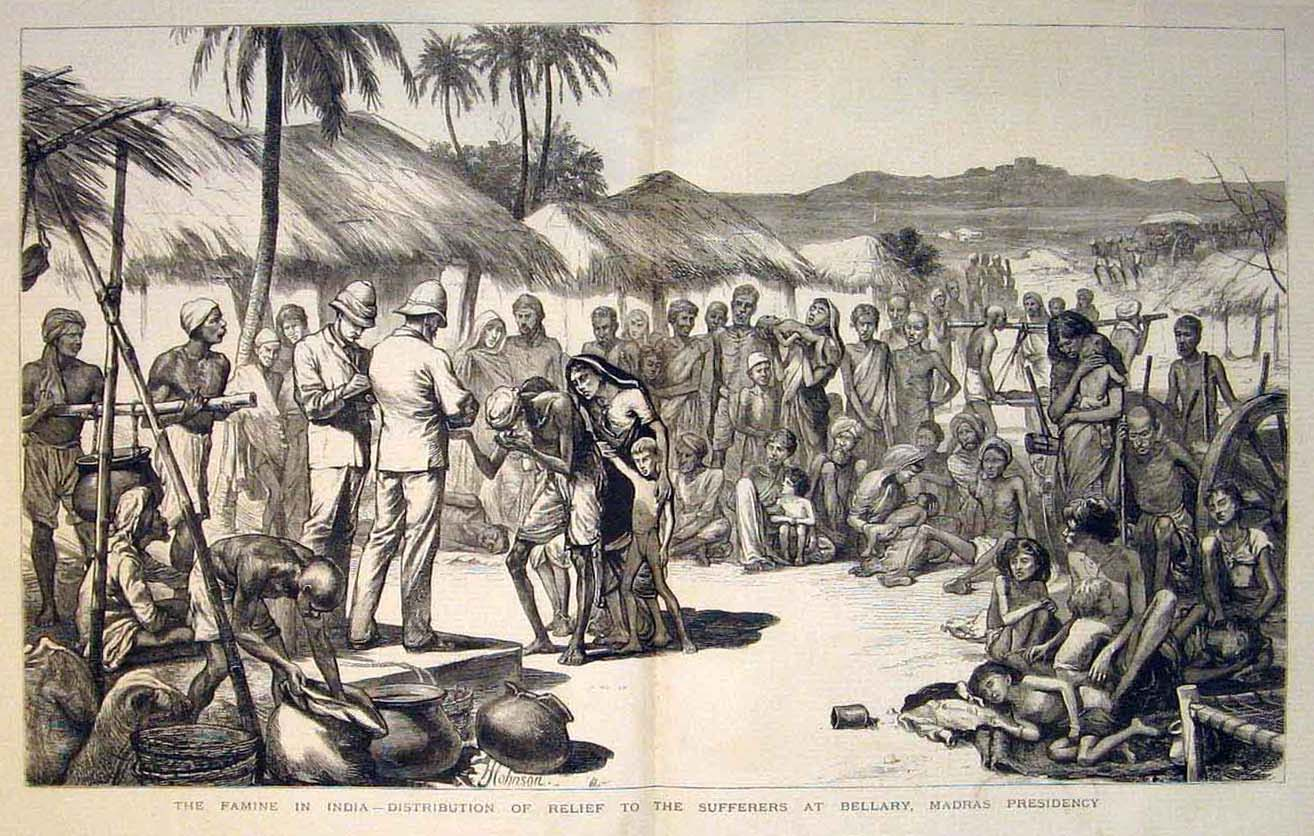
Druk przedstawiający rozmieszczenie płaskorzeźb w Bellary, prezydencja w Madrasie, „Illustrated London News” (1877)

Inne takie przykłady miały miejsce w odpowiedzi na głód w północnych Chinach w latach 1876–1879, spowodowany suszą, która rozpoczęła w 1875 r. i doprowadziła do nieurodzaju w następnych latach. Szacuje się, że z głodu mogło umrzeć nawet 10 milionów ludzi. Brytyjski misjonarz Timothy Richard po raz pierwszy zwrócił międzynarodową uwagę na głód w Shandong latem 1876 r. i zaapelował do zagranicznej społeczności w Szanghaju o pieniądze na pomoc ofiarom. Wkrótce powstał Komitet Pomocy Głodowej w Shandong z udziałem dyplomatów, biznesmenów oraz misjonarzy protestanckich i rzymskokatolickich. Aby walczyć z głodem, utworzono międzynarodową sieć pozyskiwania datków. Wysiłki te przyniosły 204 000 srebrnych taeli, równowartość 7–10 USD mln w cenach srebra w 2012 r.

### Lata 80

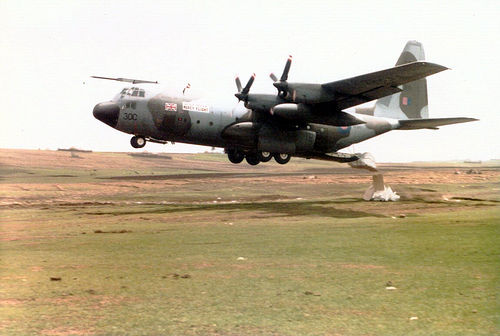
RAF C-130 zrzucający żywność podczas głodu w 1985 r.

Wczesne próby pomocy humanitarnej znajdowały się w rękach prywatnych i miały ograniczone możliwości finansowe i organizacyjne. Dopiero w latach 80. XX wieku szerszy dostęp do wiadomości i poparcie celebrytów zmobilizowały rządową pomoc na dużą skalę pomocy w odpowiedzi na klęski żywiołowe na całym świecie. Głód w Etiopii w latach 1983–1985 spowodował ponad 1 milion zgonów i został udokumentowany przez ekipę wiadomości BBC, a Michael Buerk opisał go jako „biblijny głód w XX wieku” i „piekło na Ziemi”.
Live Aid, akcja zbierania funduszy z 1985 r., kierowana przez Boba Geldofa, skłoniła miliony ludzi na Zachodzie do ofiarowania pieniędzy i wezwania swoich rządów do udziału w akcji pomocy humanitarnej w Etiopii. Część dochodów trafiła również do dotkniętych głodem obszarów Erytrei.

### Lata 2000
Inicjatywa reformatorska Jana Egelanda z 2004 r. zaowocowała utworzeniem Humanitarian Cluster System, mającego na celu poprawę koordynacji między agencjami humanitarnymi zajmującymi się tymi samymi kwestiami.

### Lata 2010

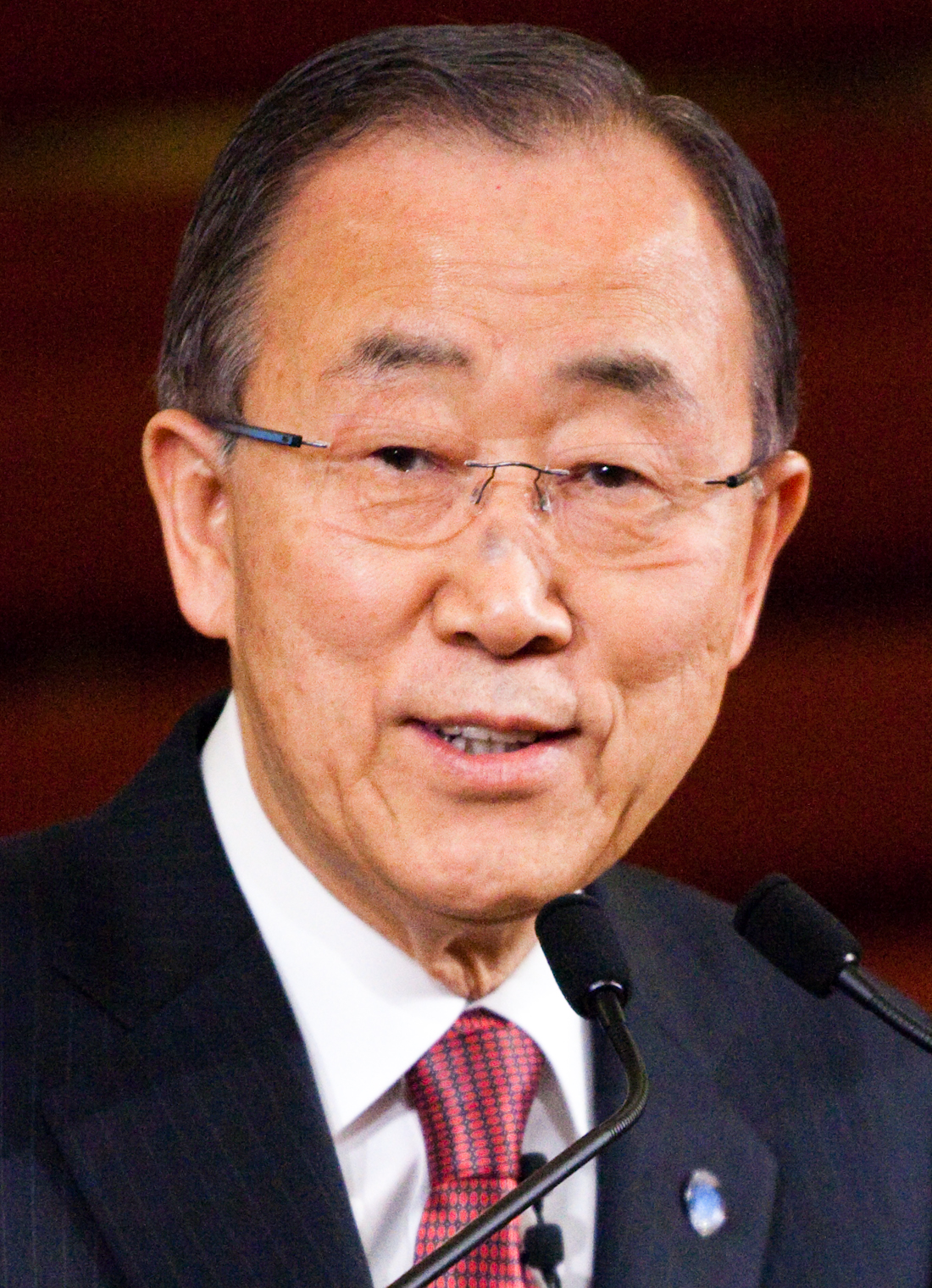
Ban Ki-moon

Pierwszy światowy szczyt dyplomacji humanitarnej odbył się w 2016 r. w Stambule w Turcji. 
Uczestnicy szczytu zgodzili się na szereg reform dotyczących wydatków na pomoc, zwanych Wielkim Układem, w tym zobowiązanie do wydania 25% funduszy pomocowych bezpośrednio za pośrednictwem lokalnych i krajowych organizacji pomocy humanitarnej.

## Finansowanie

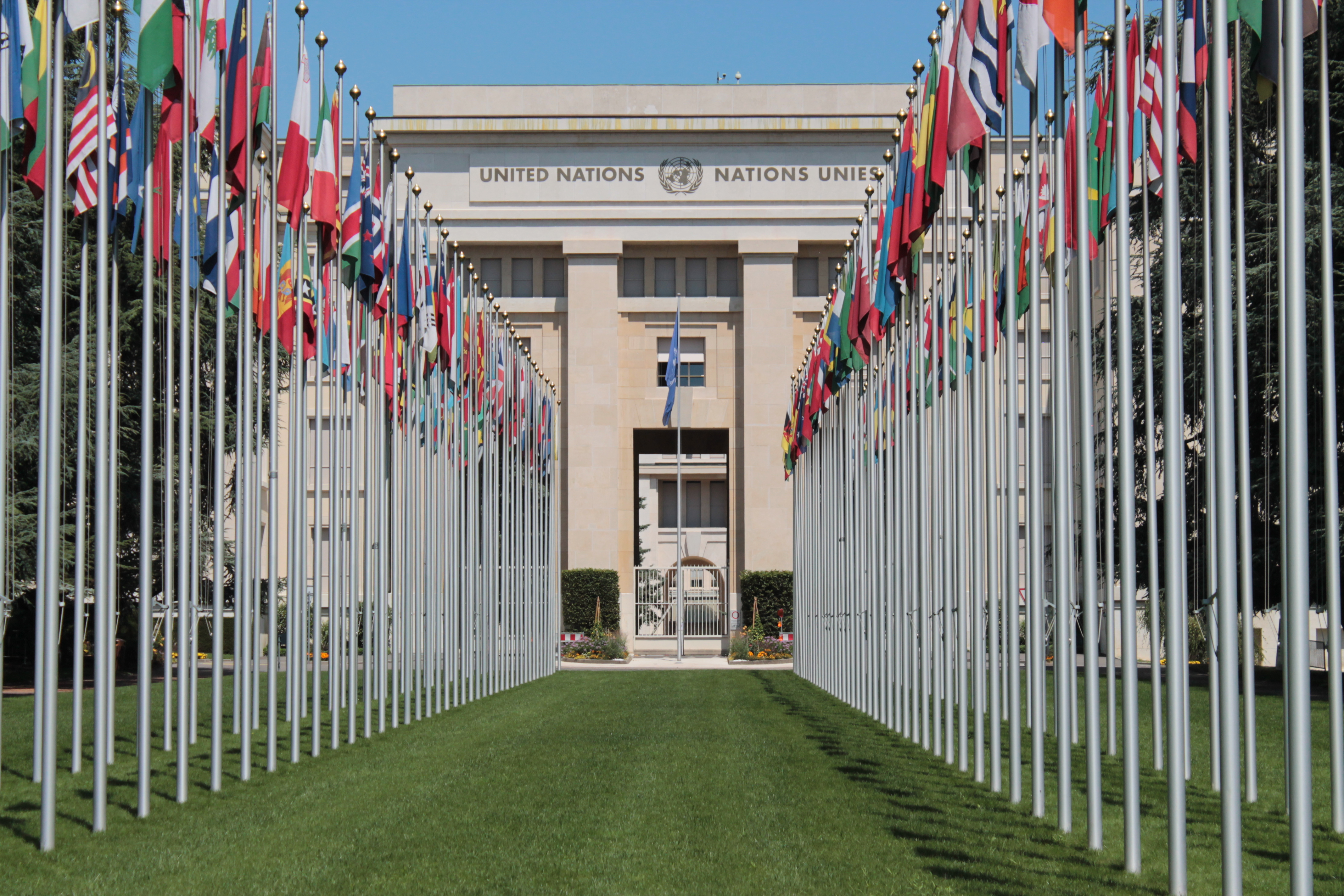
Organizacja Narodów Zjednoczonych

Pomoc jest finansowana z darowizn od osób fizycznych, korporacji, rządów i innych organizacji. Finansowanie i dostarczanie pomocy humanitarnej ma coraz bardziej międzynarodowy charakter, dzięki czemu jest ona znacznie szybsza, bardziej elastyczna i skuteczniejsza w radzeniu sobie z poważnymi sytuacjami kryzysowymi dotykającymi dużą liczbę osób (zob. np. Centralny Fundusz Reagowania Kryzysowego). Biuro Narodów Zjednoczonych ds. Koordynacji Pomocy Humanitarnej (OCHA) koordynuje międzynarodową reakcję humanitarną w sytuacjach kryzysowych lub nadzwyczajnych zgodnie z rezolucją 46/182 Zgromadzenia Ogólnego Organizacji Narodów Zjednoczonych. Potrzeba pomocy stale rośnie i już dawno przekroczyła dostępne środki finansowe
Centralny Fundusz Reagowania Kryzysowego został utworzony w ramach Centralnego Funduszu Reagowania Kryzysowego w 2005 r. na Zgromadzeniu Ogólnym Organizacji Narodów Zjednoczonych.

## Dostarczenie pomocy humanitarnej

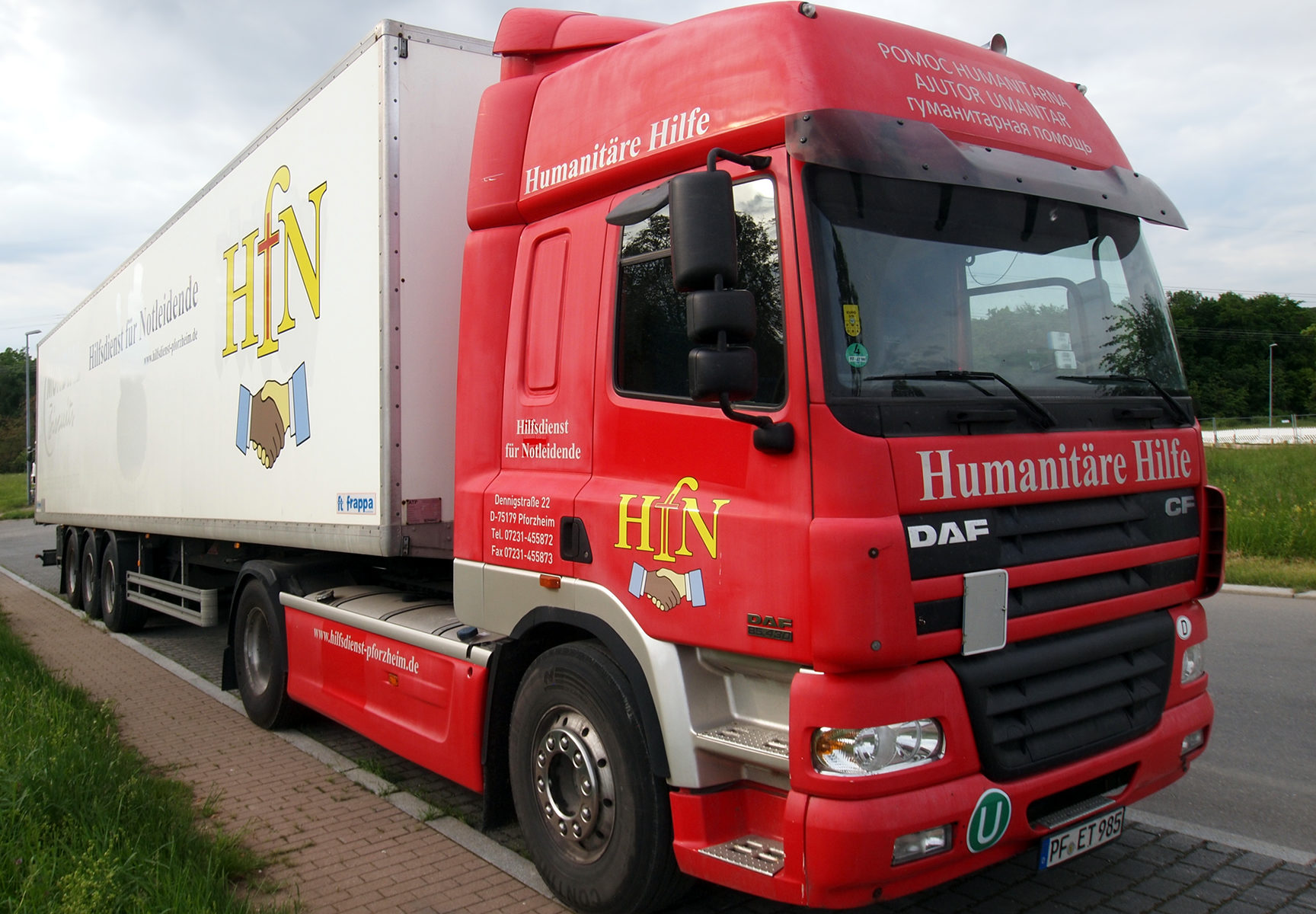
Ciężarówka do dostarczania pomocy z Europy Zachodniej do Wschodniej

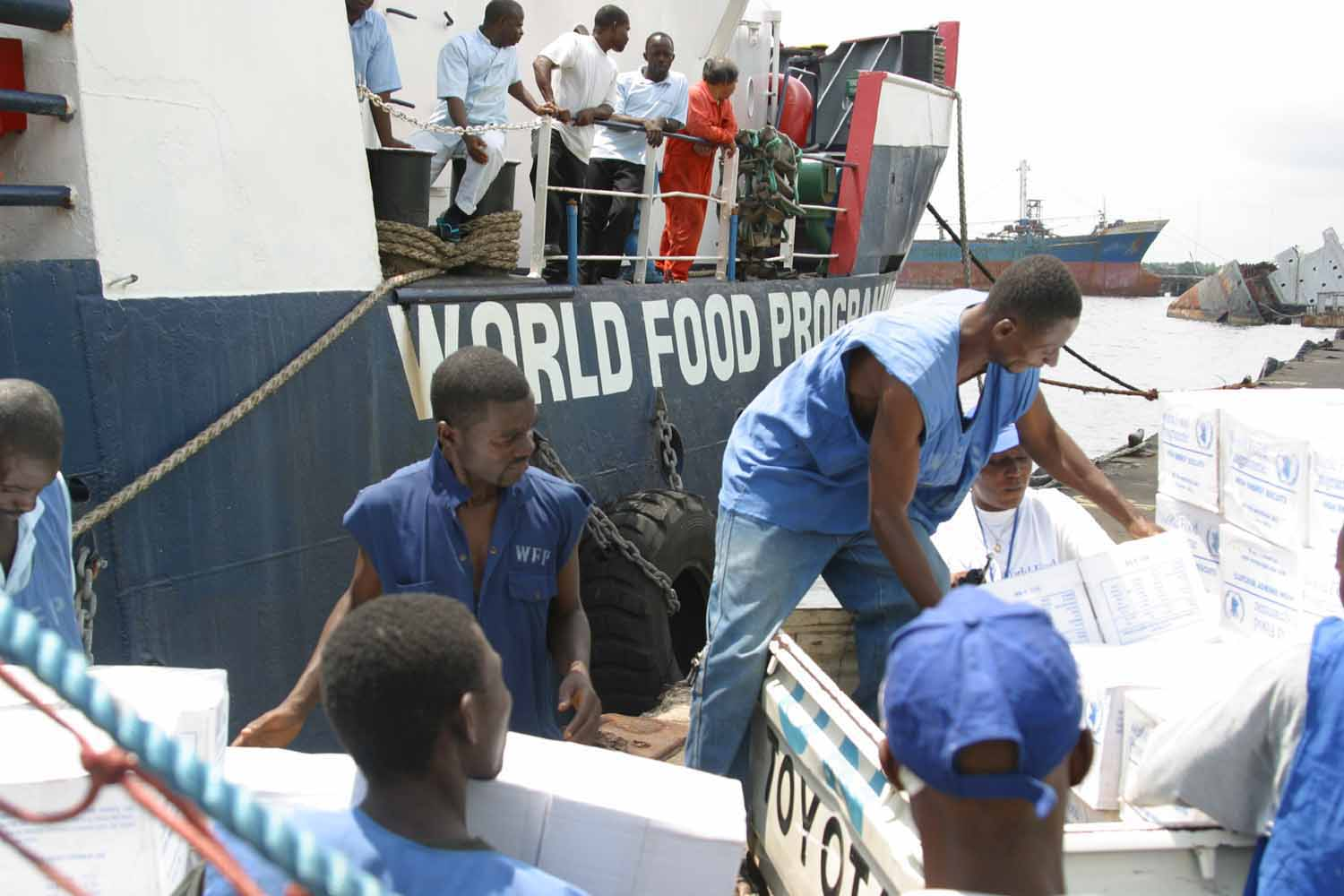
Światowy Program Żywnościowy zajmujący się dystrybucją żywności w Liberii

Pomoc humanitarna obejmuje szeroki zakres działań, w tym pomoc żywnościową, schronienie, edukację, opiekę zdrowotną czy ochronę. Większość pomocy udzielana jest w formie dóbr rzeczowych lub pomocy, przy czym gotówka i bony stanowią zaledwie 6% całkowitych wydatków na pomoc humanitarną. Dowody wykazały jednak, że przekazy pieniężne mogą być lepsze dla odbiorców, ponieważ dają im wybór i kontrolę, mogą być bardziej opłacalne i korzystniejsze dla lokalnych rynków i gospodarek.
Należy zauważyć, że pomoc humanitarna jest dostarczana nie tylko przez pracowników humanitarnych wysyłanych przez organizacje dwustronne, wielostronne lub międzyrządowe, takie jak Organizacja Narodów Zjednoczonych. Podmioty takie jak sami poszkodowani, społeczeństwo obywatelskie, lokalne nieformalne jednostki udzielające pierwszej pomocy, społeczeństwo obywatelskie, diaspora, przedsiębiorstwa, samorządy lokalne, wojsko oraz lokalne i międzynarodowe organizacje pozarządowe odgrywają kluczową rolę w terminowym dostarczaniu pomocy humanitarnej.
Sposób udzielania pomocy może mieć wpływ na jakość i ilość pomocy. Często w sytuacjach klęsk żywiołowych międzynarodowe agencje pomocy współpracują z lokalnymi agencjami. Mogą istnieć różne ustalenia dotyczące roli tych agencji, a takie ustalenia wpływają na jakość udzielanej pomocy twardej i miękkiej.

### Dostęp humanitarny
Zapewnienie dostępu do pomocy humanitarnej w następstwie klęsk żywiołowych, konfliktów i złożonych sytuacji nadzwyczajnych jest głównym problemem podmiotów humanitarnych. Aby uzyskać zgodę na interwencje, agencje pomocowe często opowiadają się za zasadami humanitarnej bezstronności i neutralności. Uzyskanie bezpiecznego dostępu często wiąże się jednak z negocjacjami i praktyką dyplomacji humanitarnej. Na arenie negocjacji dyplomacja humanitarna jest rzekomo wykorzystywana przez podmioty humanitarne w celu przekonania decydentów i przywódców do działania zawsze i we wszystkich okolicznościach w interesie osób znajdujących się w trudnej sytuacji i z pełnym poszanowaniem podstawowych zasad humanitarnych. Dyplomacja humanitarna jest jednak również wykorzystywana przez aktorów państwowych w ramach ich polityki zagranicznej.

### Odpowiedź ONZ
ONZ wdraża wieloaspektowe podejście do pomocy migrantom i uchodźcom w całym procesie relokacji. Obejmuje to integrację ich dzieci z lokalnymi systemami edukacyjnymi, utrzymanie bezpieczeństwa żywnościowego na poziomie rodziny oraz zapewnienie dostępu do usług zdrowotnych. Podejście to obejmuje również transport humanitarny, którego celem jest zapewnienie migrantom i uchodźcom dostępu do podstawowych towarów i usług oraz rynku pracy. Podstawowe potrzeby, w tym dostęp do schronienia, czystej wody i ochrony dzieci, są uzupełniane przez wysiłki ONZ na rzecz ułatwienia integracji społecznej i legalizacji wysiedleńców.

## Technologia i pomoc humanitarna
Tradycyjnie organizacje humanitarne koncentrowały swoje wysiłki na dostarczaniu zasobów ludzkich, medycznych, żywności, schronienia i wody sanitarnej i higienicznej podczas kryzysów humanitarnych.
Niemniej jednak od czasu trzęsienia ziemi na Haiti w 2010 r. instytucjonalny i operacyjny nacisk pomocy humanitarnej kładziony jest na wykorzystanie technologii w celu usprawnienia działań humanitarnych, zapewnienia ustanowienia bardziej formalnych relacji oraz poprawy interakcji między formalnymi organizacjami humanitarnymi, takimi jak Organizacja Narodów Zjednoczonych (ONZ) Biuro ds. Koordynacji Pomocy Humanitarnej (OCHA) oraz nieformalne społeczności wolontariuszy i technologiczne znane jako cyfrowi humanitaryści.
Niedawny rozwój Big data i zdjęć satelitarnych o wysokiej rozdzielczości przyspieszył rozwój map, aby pomóc organizacjom humanitarnym zrozumieć przebieg katastrofy. Na przykład mapy crowdsourcingowe (takie jak OpenStreetMap) i wiadomości w mediach społecznościowych na Twitterze zostały wykorzystane podczas trzęsienia ziemi na Haiti w 2010 r.
Zdjęcia satelitarne są obecnie wykorzystywane do przewidywania, ile osób zostanie wysiedlonych ze swoich domów i gdzie prawdopodobnie się przeniosą. Takie spostrzeżenia pomagają personelowi ratunkowemu określić, ile pomocy w zakresie wody, żywności i opieki medycznej będzie potrzebne i gdzie ją wysłać, zanim przeprowadzą szybką ocenę potrzeb w terenie, a jednocześnie pomaga zapobiegać stawianiu organizacji humanitarnej zagrożony personel. Algorytmy sztucznej inteligencji mogą błyskawicznie oceniać powodzie, uszkodzenia budynków i dróg na podstawie zdjęć satelitarnych i prognoz pogody, umożliwiając ratownikom skuteczniejsze rozdzielanie pomocy w nagłych wypadkach i identyfikowanie osób wciąż znajdujących się w niebezpieczeństwie i odizolowanych od dróg ewakuacyjnych. Innym przykładem ilustrującym technologię wykorzystywaną do celów humanitarnych jest platforma Artificial Intelligence for Digital Response, która jest bezpłatnym oprogramowaniem typu open source, które automatycznie gromadzi i klasyfikuje tweety publikowane w sytuacjach kryzysowych, kryzysach humanitarnych i katastrofach. AIDR wykorzystuje inteligencję ludzi i maszyn do automatycznego tagowania nawet tysięcy wiadomości na minutę, dzięki czemu organizacje humanitarne mogą podejmować szybsze decyzje w zależności od trendów na podstawie danych zebranych podczas określonego rodzaju sytuacji kryzysowej.

## Płeć a pomoc humanitarna
Nawet przed kryzysem humanitarnym istnieją różnice między płciami. Kobiety mają ograniczony dostęp do płatnej pracy, są narażone na ryzyko małżeństw dzieci i są bardziej narażone na przemoc ze względu na płeć, taką jak gwałt i przemoc domowa Konflikty i klęski żywiołowe pogłębiają bezbronność kobiet. Podczas udzielania pomocy humanitarnej ważne jest, aby podmioty humanitarne, takie jak Organizacja Narodów Zjednoczonych, uwzględniły w swoich działaniach humanitarnych wyzwania specyficzne dla kobiet. Stały Komitet Międzyagencyjny zapewnia wytyczne dla podmiotów udzielających pomocy humanitarnej dotyczące tego, w jaki sposób zapewniać pomoc humanitarną z uwzględnieniem płci. Zaleca agencjom gromadzenie danych z podziałem na płeć i wiek, aby lepiej zrozumieć, która grupa ludności potrzebuje jakiego rodzaju pomocy. W ostatnich latach Organizacja Narodów Zjednoczonych coraz częściej wykorzystuje dane z podziałem na płeć i wiek, konsultując się ze specjalistami ds. płci. W fazie oceny kilka agencji ONZ spotyka się w celu zebrania danych i opracowania planu pomocy humanitarnej.

## Pomoc humanitarna i konflikt
Poza sytuacjami pokonfliktowymi, duża część pomocy jest często kierowana do krajów, w których trwają konflikt. Jednak skuteczność pomocy humanitarnej, zwłaszcza żywnościowej, w regionach zagrożonych konfliktami była w ostatnich latach krytykowana. Zdarzają się przypadki, że pomoc humanitarna jest nie tylko nieskuteczna, ale wręcz podsyca konflikty w krajach ją otrzymujących. Kradzież pomocy jest jednym z głównych sposobów, w jaki pomoc humanitarna sprzyja konfliktom. Pomoc może zostać przejęta przez grupy zbrojne, a nawet jeśli dotrze do zamierzonych odbiorców, „trudno jest wykluczyć członków lokalnej grupy milicji z grona bezpośrednich odbiorców, jeśli są oni również niedożywieni i kwalifikują się do otrzymania pomocy”. Ponadto, analizując związek między konfliktem a pomocą żywnościową, ostatnie badania pokazują, że pomoc żywnościowa Stanów Zjednoczonych średnio promowała konflikt cywilny w krajach-odbiorcach. Wzrost pomocy w zakresie dystrybucji pszenicy ze strony Stanów Zjednoczonych zwiększała czas trwania zbrojnych konfliktów domowych w krajach-odbiorcach, a polaryzacja etniczna potęgowała ten efekt. Ponieważ jednak badania akademickie nad pomocą i konfliktami koncentrują się na roli pomocy w warunkach postkonfliktowych, powyższe odkrycie jest trudne do skontekstualizowania. Niemniej jednak, badania dotyczące Iraku pokazują, że „małe [projekty], lokalne wydatki na pomoc (...) zmniejszają konflikt poprzez tworzenie zachęt dla przeciętnych obywateli do wspierania rządu w subtelny sposób”. Podobnie inne badanie również pokazuje, że przepływy pomocy mogą „zmniejszyć konflikt, ponieważ zwiększenie dochodów z pomocy może rozluźnić ograniczenia budżetowe rządu, co może [w zamian] zwiększyć wydatki na wojsko i zniechęcić przeciwne grupy do angażowania się w konflikt”.

## Marnotrawstwo i korupcja w pomocy humanitarnej
Marnotrawstwo i korupcja są trudne do oszacowania, po części dlatego, że często stanowią temat tabu, ale wydają się mieć istotne znaczenie w pomocy humanitarnej. Na przykład oszacowano, że ponad 8,75 USD miliardy zostały utracone w wyniku marnotrawstwa, oszustw, nadużyć i złego zarządzania podczas akcji niesienia pomocy w wyniku huraganu Katrina. Organizacje pozarządowe poczyniły w ostatnich latach ogromne wysiłki na rzecz zwiększenia uczestnictwa, odpowiedzialności i przejrzystości w postępowaniu z pomocą, jednak pomoc humanitarna pozostaje słabo rozumianym procesem dla tych, którzy mają ją otrzymać – należy poczynić znacznie większe inwestycje w badania i inwestycje w odpowiednich i skutecznych systemach odpowiedzialności.
Nie ma jednak wyraźnego konsensusu co do kompromisu między szybkością a kontrolą, zwłaszcza w sytuacjach nadzwyczajnych, kiedy humanitarny imperatyw ratowania życia i łagodzenia cierpienia może kolidować z czasem i zasobami wymaganymi do zminimalizowania ryzyka korupcji. Naukowcy z Overseas Development Institute podkreślili potrzebę zwalczania korupcji za pomocą, ale nie wyłącznie, następujących metod:.
1. Oprzyj się presji szybkiego wydawania pomocy.
2. Dalsze inwestowanie w zdolności audytowe, wykraczające poza proste ścieżki papierowe;
3. Ustanawiać i weryfikować skuteczność mechanizmów reklamacyjnych, zwracając szczególną uwagę na lokalne struktury władzy, bezpieczeństwo i czynniki kulturowe utrudniające reklamacje;
4. Jasno wyjaśnij procesy na etapie targetowania i rejestracji, podkreślając takie punkty, jak fakt, że ludzie nie powinni płacić za uwzględnienie, kseruj i czytaj na głos wszelkie listy przygotowane przez liderów lub komitety.

## Przeciwna praktyka
Kraje lub strony wojenne, które uniemożliwiają pomoc humanitarną, są generalnie przedmiotem jednomyślnej krytyki. Tak było w przypadku reżimu Derg, który uniemożliwił pomoc ludności Tigray w latach 80.

## Pracownicy pomocy

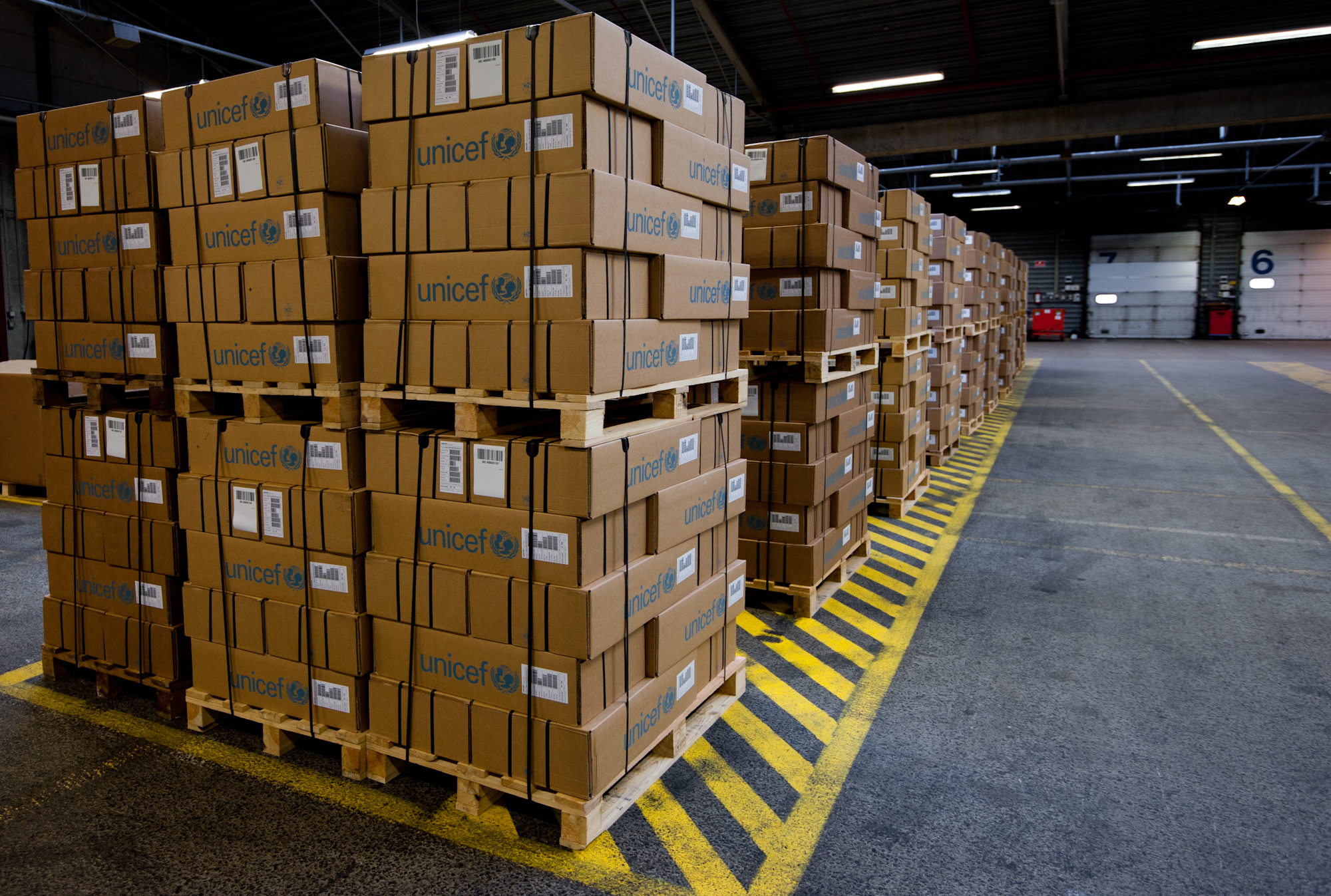
Pomoc humanitarna UNICEF gotowa do rozmieszczenia. Może to być żywność taka jak Plumpy’nut lub tabletki do oczyszczania wody

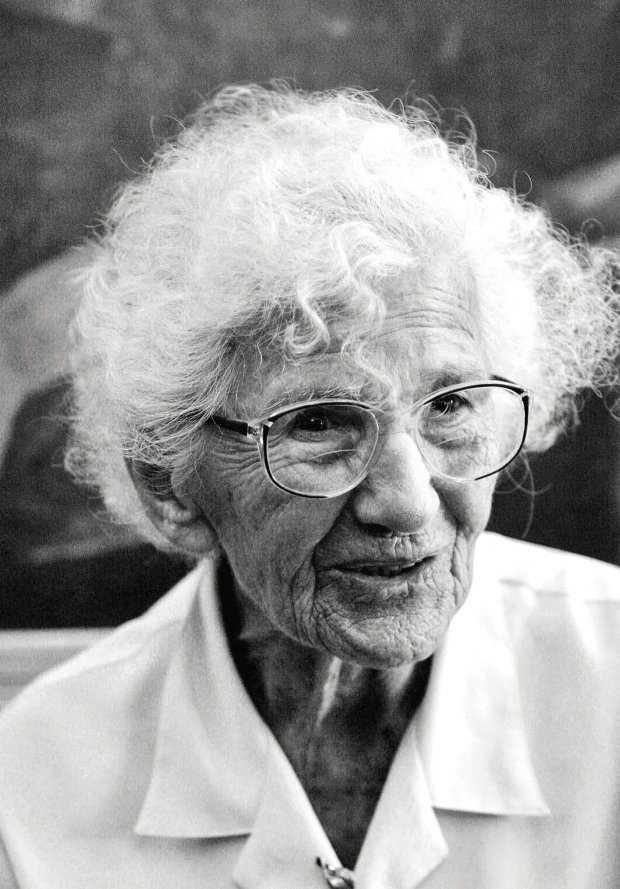
Wanda Błeńska, polska ekspertka od trądu i misjonarka, która z sukcesem rozwinęła Szpital Buluba w Ugandzie

Pracownicy organizacji humanitarnych to osoby rozmieszczone na całym świecie w celu wykonywania pomocy humanitarnej.

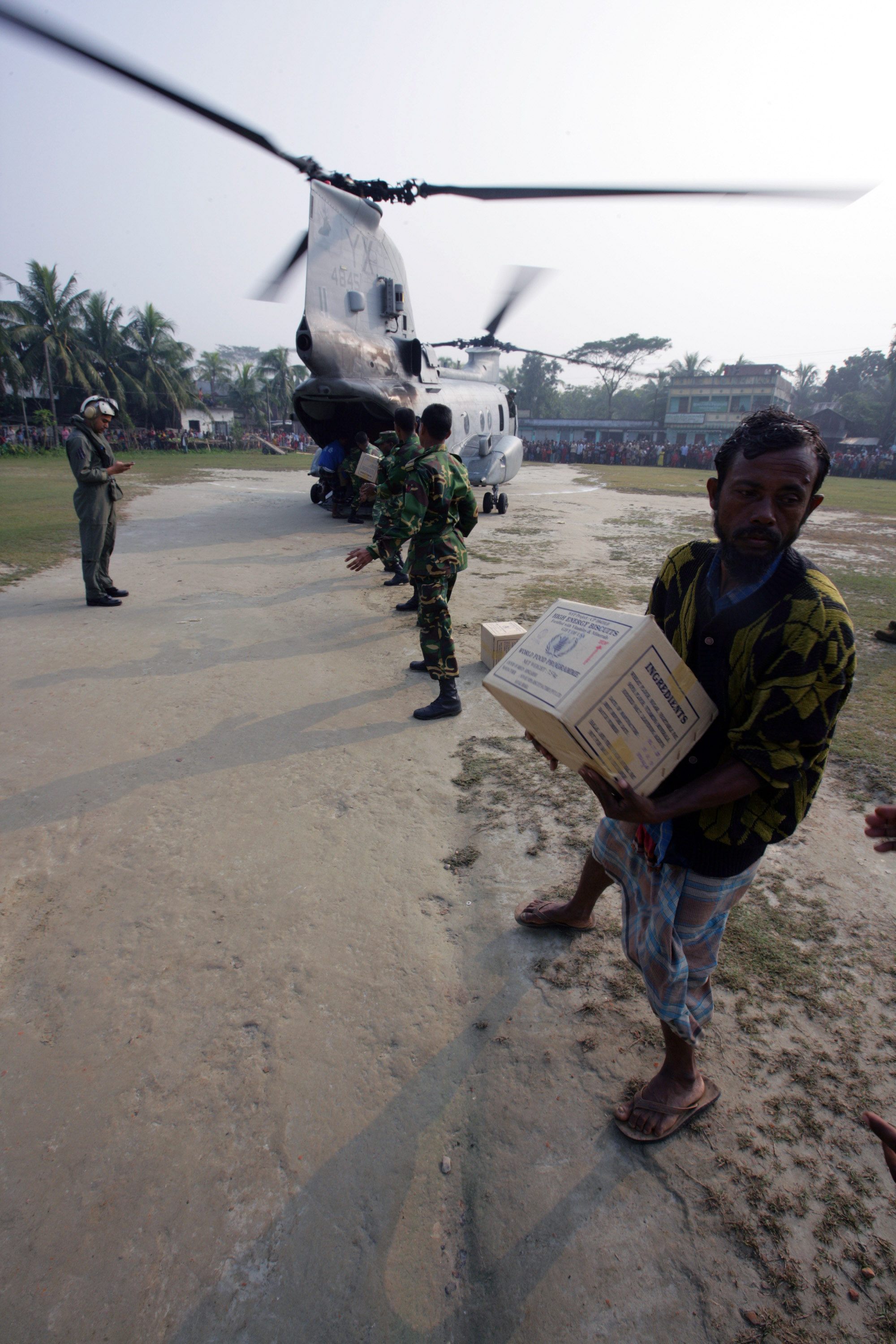
Obywatele Bangladeszu rozładowują racje żywnościowe z helikoptera US Marine CH-46E z 11. Marine Expeditionary Unit po tropikalnym cyklonie Sidr w 2007 r.

Całkowita liczba pracowników pomocy humanitarnej na całym świecie została obliczona przez ALNAP, sieć agencji działających w Systemie Humanitarnym, na 210 800 w 2008 r. Składa się on z około 50% z organizacji pozarządowych, 25% z Ruchu Czerwonego Krzyża/Czerwonego Półksiężyca i 25% z systemu ONZ. W 2010 r. zgłoszono, że populacja pracowników terenowych zajmujących się pomocą humanitarną wzrastała o około 6% rocznie w ciągu ostatnich 10 lat.

### Kwestie psychologiczne
Pracownicy humanitarni są narażeni na trudne warunki. W ostatnich latach pojawiło się wiele obaw dotyczących zdrowia psychicznego pracowników organizacji humanitarnych
Ankieta przeprowadzona w 2015 r. przez „The Guardian” wraz z pracownikami organizacji Global Development Professionals Network wykazała, że 79 procent miało problemy ze zdrowiem psychicznym

### Nadużycie władzy przez pracowników organizacji humanitarnych
Po interwencjach humanitarnych w Liberii, Gwinei i Sierra Leone w 2002 r., w Republice Środkowoafrykańskiej oraz w Demokratycznej Republice Konga zgłoszono doniesienia o wykorzystywaniu seksualnym i nadużyciach w ramach działań humanitarnych.
Sprawozdanie z 2021 r. na temat raportu Racial Equity Index wykazało, że prawie dwie trzecie pracowników organizacji humanitarnych doświadczyło rasizmu, a 98% respondentów ankiety było świadkami rasizmu.

## Normy
Społeczność humanitarna zainicjowała szereg inicjatyw międzyagencyjnych w celu poprawy odpowiedzialności, jakości i wyników akcji humanitarnych. Cztery najbardziej znane inicjatywy to ALNAP, CHS Alliance, Sphere Project i Core Humanitarian Standard on Quality and Accountability (CHS). Przedstawiciele tych inicjatyw zaczęli się regularnie spotykać w 2003 r., aby dzielić się wspólnymi sprawami i w miarę możliwości harmonizować działania.

### Projekt Sphere
Podręcznik Projektu Sphere, Karta Humanitarna i Minimalne Standardy Reagowania na Katastrofy, który został opracowany przez koalicję wiodących pozarządowych agencji humanitarnych, wymienia następujące zasady działań humanitarnych:
- Prawo do godnego życia
- Rozróżnienie między walczącymi i niewalczącymi
- Zasada non-refoulement

### Podstawowy standard humanitarny dotyczący jakości i odpowiedzialności
Innym stosowanym standardem humanitarnym jest Podstawowy standard humanitarny dotyczący jakości i odpowiedzialności (CHS). Został zatwierdzony przez Techniczną Grupę Doradczą CHS w 2014 r. i od tego czasu został zatwierdzony przez wiele podmiotów humanitarnych, takich jak „Zarządy Partnerstwa ds. Odpowiedzialności Humanitarnej (HAP), Ludzie Pomocy i Projekt Sfera”.
Podczas gdy niektórzy krytycy kwestionowali, czy sektor naprawdę skorzysta na wdrożeniu kolejnego standardu humanitarnego, inni chwalili go za jego prostotę. Zastąpił on podstawowe standardy Podręcznika sfery i jest regularnie przywoływany i wspierany przez urzędników Organizacji Narodów Zjednoczonych, UE, różnych organizacji pozarządowych i instytutów.